# Ein Sjemer

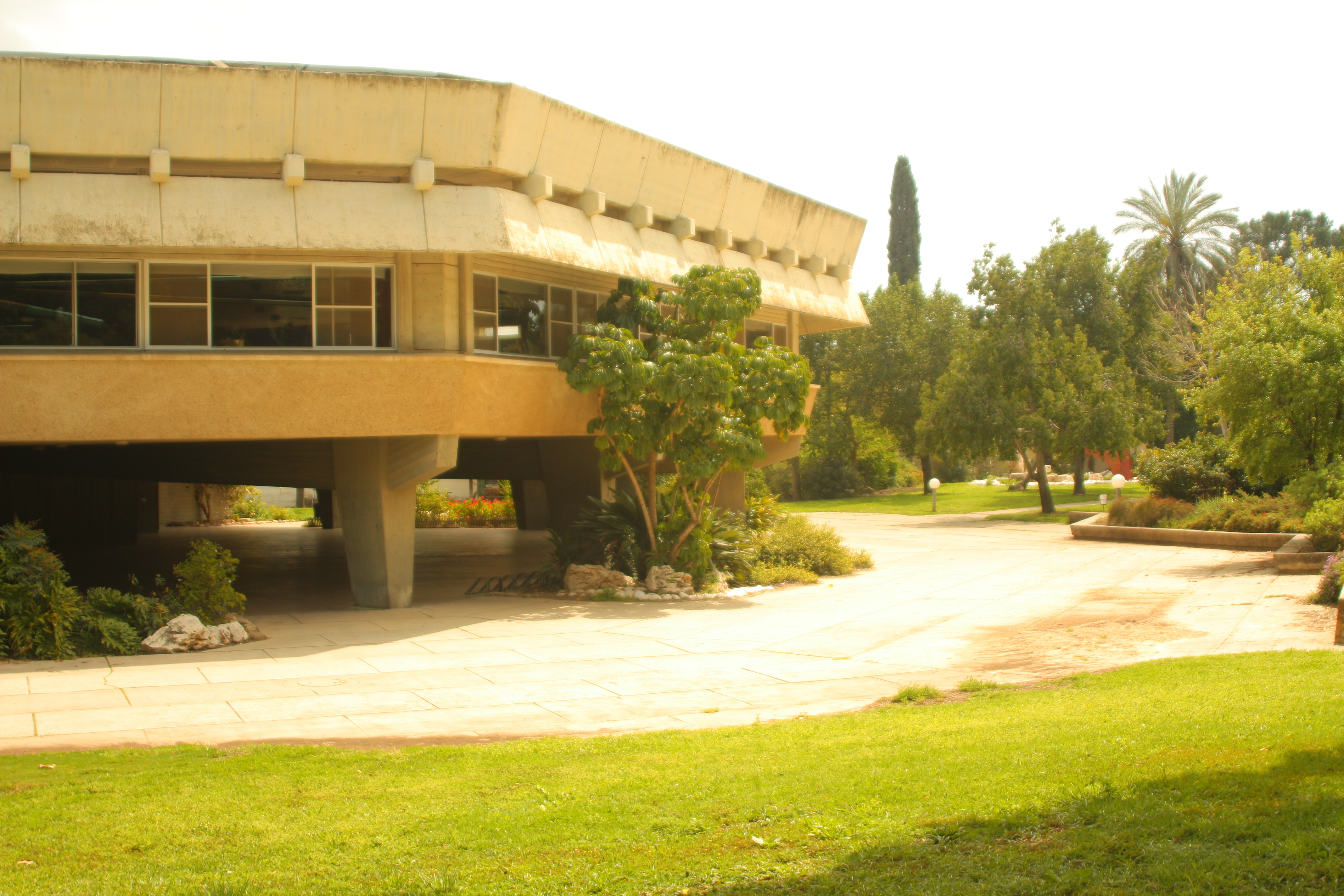
Ein Sjemer in 2011.

Ein Sjemer is een kibboets in het noorden van Israël. De kibboets ligt zes kilometer ten noordoosten van Hadera en telde in 2021 een bevolking van 635 mensen.

## Geschiedenis
De geschiedenis van de kibboets gaat terug tot 1913 toen een kleine groep behorende tot de Joodse militiegroep Hashomer er een wachtpost vestigde dicht bij de toegang tot Wadi Ara. De wachtpost functioneerde ook als tussenstop voor reizigers die van de kust op weg waren naar Galilea. De omstandigheden waren zwaar. De groep, die wisselend van samenstelling was, had het zwaar en kampte met malaria en watergebrek. Water moest worden aangevoerd vanuit Karkur.
Leden van de Gdud HaAvoda vestigden zich in 1921 in het gebied en bouwden een twee meter hoge stenen omheining en een ijzeren muur om bescherming te bieden tegen indringers. Binnen de omheining werd een twee verdiepingen tellend gebouwd neergezet in Franse stijl. Dat gebouw staat er tot de dag van vandaag. 
In 1927 kwam er een groep van de HaShomer HaTzair die bestond uit achttien vrouwen en zesendertig mannen, voornamelijk tieners en twintigers. Ze waren vanuit Polen naar Palestina geemigreerd en hadden op de kibboets Ein Ganim een opleiding ontvangen. In de jaren daarna voegden meer Poolse emigranten zich bij de groep. De nieuwe kibboets kreeg de naam Ein Sjemer. Ein betekent in het Hebreeuws bron en sprak de hoop uit water te vinden. Sjemer is zowel afgeleid van Sjomer, wat wachtpost betekent, en een verwijzing naar de Bijbelse plaats Samaria, die in hetzelfde gebied lag.
Langzaam aan werden de omstandigheden beter. Zo werd de kibboets in 1934 aangesloten op elektriciteitsnet en in 1935 werd er water gevonden. Wel waren er spanningen met de Arabische buren. In 1937 werden twee kibboets-leden vermoord door een groep Arabieren. In 1945 kwam het in de nabijgelegen kibboets Gi'vat Haim tot een botsing met Britse soldaten die op dat moment een inval deden. Daarbij verloor een bewoner van Ein Sjemer het leven.
De Royal Air Force legde in 1942 vlak bij de kibboets het vliegveld RAF Ein Sjemer aan. Het was tijdens de Tweede Wereldoorlog het grootste RAF-vliegveld in het land en bood plaats aan vijftienhonderd personeelsleden. Het vliegveld werd opgeheven met het vertrek van Groot-Brittannië in 1948.
De bevolking van Ein Sjemer breidde zich vanaf de jaren veertig verder uit leden afkomstig uit Egypte en de Balkan, terwijl anderen individueel of via de Jeugdalijah hun weg vonden naar Ein Sjemer. Aanvankelijk richtte de kibboets zich op landbouw. In 1968 en 1976 openden respectievelijk een rubber- en een plasticfabriek de deuren. Ook werd er vlak buiten de kibboets een klein winkelcentrum geopend. 
Net als bij veel andere kibboetsen vond er in loop van de jaren een verschuiving plaats waarbij de nadruk kwam te liggen op het individu in plaats van het collectief. Zo verdwenen in de jaren tachtig de gemeenschappelijke slaapzalen voor de kinderen. Tot in de 21e eeuw ontvingen alle bewoners hetzelfde salaris, waarbij niet gekeken werd naar de inhoud van het werk. Van dat systeem werd afgestapt. In 2012 werd de kibboets geprivatiseerd, wat betekent dat bewoners een aandeel kregen in het land en de fabrieken.

## Inrichting
Op de oude binnenplaats is een klein museum waarin de vroege geschiedenis van de kibboets in herinnering wordt gebracht. Ook staan er een oude oliepers, een Ottomaanse treinwagon en een aantal tractors en landbouwvoertuigen uit het begin van de 20e eeuw. Op het terrein van de kibboets bevindt zich een sculptuur van Nathan Rapoport waarmee de illegale immigranten die naar Palestina kwamen worden herdacht. Een ander monument geeft aandacht aan twee kibboetsleden die sneuvelden tijdens de Zesdaagse oorlog.

## Bekende inwoners
- David Elazar (1925-1976), voormalig opperbevelhebber van het Israëlisch defensieleger